# Philippe Ascola

a Compétitions nationales et continentales officielles uniquement.

Philippe Ascola, né le 14 février 1906 à Argelès-sur-Mer et mort le 28 décembre 1987 à Perpignan, est un joueur de rugby à XV et de rugby à XIII évoluant au poste de demi de mêlée dans les années 1920 et 1930.
Sa carrière sportive est composée de deux phases. La première se déroule au club de rugby à XV de l'USA Perpignan avec lequel il dispute le Championnat de France de rugby à XV et est nommé capitaine. Il change de code de rugby pour du rugby à XIII en 1934 et rejoint le XIII Catalan de Perpignan remportant le Championnat de France en 1936 aux côtés de François Noguères, André Bruzy, Augustin Saltraille et Émile Bosc.

## Biographie
Il naît le 14 février 1906 à Argelès-sur-Mer. Son père, Simon Ascola, est maçon et sa mère se prénomme Marie Alemany. Il est marié en la mairie de Palau-del-Vidre du 2 janvier 1930 à Jeanne Bord.

## Palmarès

### Rugby à XIII
- Collectif :
  - Vainqueur du Championnat de France : 1936 (XIII Catalan).
  - Finaliste du Championnat de France : 1937 (XIII Catalan).
  - Finaliste de la Coupe de France : 1935  et 1937 (XIII Catalan).

#### Statistiques
| Saison    | Saison       | Championnat           | Championnat | Championnat | Championnat | Championnat | Championnat | Championnat | Coupe           | Coupe      | Coupe | Coupe | Coupe | Coupe | Coupe |
| Saison    | Saison       | Comp.                 | Class.      | M           | Pts         | Ess.        | Buts        | Dp.         | Comp.           | Class.     | M     | Pts   | Ess.  | Buts  | Dp.   |
| --------- | ------------ | --------------------- | ----------- | ----------- | ----------- | ----------- | ----------- | ----------- | --------------- | ---------- | ----- | ----- | ----- | ----- | ----- |
| 1934-1935 | XIII Catalan | Championnat de France | 6e          | ?           | -           | -           | -           | -           | Coupe de France | Finaliste  | ?     | -     | -     | -     | -     |
| 1935-1936 | XIII Catalan | Championnat de France | Vainqueur   | ?           | -           | -           | -           | -           | Coupe de France | 1/4 finale | ?     | -     | -     | -     | -     |
| 1936-1937 | XIII Catalan | Championnat de France | Finaliste   | ?           | -           | -           | -           | -           | Coupe de France | Finaliste  | ?     | -     | -     | -     | -     |
| 1937-1938 | XIII Catalan | Championnat de France | 1/4 finale  | ?           | -           | -           | -           | -           | Coupe de France | 1/2 finale | ?     | -     | -     | -     | -     |